# وحید افراخته
رحمان افراخته معروف به وحید افروخته (۲۹ اسفند ۱۳۲۹ – ۱۱ بهمن ۱۳۵۴)، از مبارزان علیه حکومت پهلوی بود. افراخته از مسئولان بخش مارکسیست سازمان مجاهدین خلق و از جمله آمران و عاملان قتل‌هایی مانند مجید شریف واقفی، مرتضی صمدیه لباف و رضا زندی‌پور بود. افراخته همچنین مسئول عملیات ترور لوئیس هاوکینز مستشار آمریکایی، در ۳۱ اردیبهشت ۱۳۵۴ در تهران بود.

## زندگی شخصی
افراخته در ۱۳۲۹ در مشهد متولد شد. در سال ۱۳۴۷، به دلیل معدل بالا، بدون کنکور در رشته مهندسی مکانیک دانشگاه صنعتی آریامهر پذیرفته شد. حین تحصیل عضو سازمان مجاهدین خلق شد و پس از ۲ سال تحصیل و ممنوعیت این سازمان مخفی شد و تا سال ۱۳۵۴، به‌طور مخفی زندگی می‌کرد.

## ترور شریف واقفی
لیلا زمردیان همسر سازمانی شریف واقفی به مرکزیت سازمان خبر می‌دهد که مجید قصد تأسیس شاخه اسلامی مجاهدین خلق را دارد و در حال عضوگیری از اعضایی است که هنوز به اسلام وفادارند. به دنبال آن با ابلاغ سازمان، قراری بین وحید افراخته با مجید در ساعت ۴ بعد از ظهر روز ۱۶ اردیبهشت ماه ۱۳۵۴ در سه راه بوذرجمهری نو (۱۵ خرداد شرقی) گذاشته می‌شود. هنگامی که وی بر سر قرار حاضر می‌شود توسط یک شلیک از پشت سر به وسیله وحید افراخته و دیگری از روبرو توسط محسن سید خاموشی کشته می‌شود. عاملان ترور هنگام تجمع مردم خود را ساواکی معرفی کرده و با تهدید اسلحه از مردم می‌خواهند تا متفرق شوند. و سپس برای جلوگیری از هویت یابی، جسدش توسط حسین سیاه‌کلاه و محسن سید خاموشی، سوزانده می‌شود سپس جنازه را در محل دفن زباله‌ها در خارج از تهران می‌اندازند اما بعد از دستگیری وحید افراخته و محسن سید خاموشی، جسد توسط ساواک کشف و شناسایی می‌شود.
وحید افراخته بعد از این ترور و احراز شایستگی به جای مجید شریف به عضویت کمیته مرکزی مجاهدین درآمد.

## ترور لوئیس هاوکینز
در ۳۱ اردیبهشت ۱۳۵۴، سازمان مجاهدین خلق، لوئیس هاوکینز از مستشاران آمریکایی را مورد هدف قرار دادند. در ساعت شش و سی دقیقه، این مستشار آمریکایی، طبق معمول از خانه خود واقع در کوچه سیمرغ (قیطریه) بیرون آمد تا با اتومبیل مستشاری به محل کار خود برود. دو عامل ترور از مجاهدین خلق حدود ۵۰ متر پایین‌تر از خانه او، راه را بستند و یکی از آنها با سلاح کمری رولور، سه گلوله به طرف هاوکینز شلیک کرد. دو تا به مغز و یکی به سینه او اصابت کرده و او در دم فوت کرد. در این عملیات، سازمان به کیف دستی وی دست یافت. وحید افراخته در بازجویی‌های خود اعتراف کرد که «اسناد مزبور برای تحویل به دولت شوروی و جلب پشتیبانی آن دولت، به خارج از کشور ارسال گردید.»

## ترور مرتضی صمدیه لباف
شامگاه دوشنبه، ۶ مرداد ۱۳۵۴، طرح مشابهی نیز برای عضو مجاهدین خلق، مرتضی صمدیه لباف به عنوان تسویه حساب درون سازمانی به اجرا در می‌آید. در این‌جا نیز افراخته عامل اصلی است. او در حین صحبت، دو تیر یکی به صورت و دیگری به شکم مرتضی شلیک می‌کند. اما بر خلاف مورد مجید، در این‌جا با عکس العمل و تیراندازی متقابل مرتضی، طرح ترور و سوزاندن او تحت عنوان “خائن شماره ۲″ شکست می‌خورد و موجب دستگیری آنها توسط ساواک می‌شود.

خبر دستگیری افراخته در روزنامه اطلاعات

مهرماه ۱۳۵۴، «بیانیه اعلام مواضع ایدئولوژیک سازمان مجاهدین خلق ایران» به قلم پرچمدار (محمدتقی شهرام) منتشر شد. در آن بیانیه مجید شریف خائن شماره ۱، مرتضی صمدیه لباف خائن شماره ۲ و سعید شاهسوندی خائن شماره ۳ معرفی می‌شوند. در مقدمه بیانیه اعلام مواضع، پرچمدار می‌نویسد: «با اعدام خائن شماره یک، او به سزای خیانت‌هایش رسید. در حالی که خائن شماره ۲ توانست از مهلکه جان سالم به در برد اما به چنگ پلیس افتاد.»

## دستگیری و اعدام

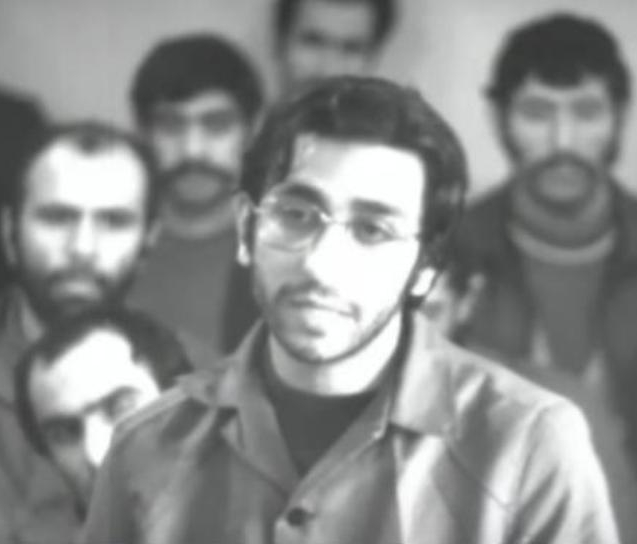
وحید افراخته در دادگاه نظامی در سال ۱۳۵۴

سعید شاهسوندی عضو دستگیر شده سازمان مجاهدین خلق می‌گوید که افراخته پس از دستگیری به سرعت وارد همکاری گسترده با ساواک شد. ناهید، برادر وحید می‌گوید که پس از ملاقات با برادرش متوجه تغییر عقاید و همکاری وحید با ساواک شده‌است که نه به خاطر شکنجه و مرگ، بلکه به خاطر باور به عقاید جدید است. وحید به او گفته: «حالا فهمیدم که راه ما غلط بوده. در بیمارستان فرصت تأمل و فکر کردن داشتم. از حالا به بعد میخوام از ریختن خون بهترین جوانهای مملکت پیشگیری کنم، حتی به قیمت به زندان افتادن آنها!»
افراخته از سوی ساواک دستگیر و در ۱۱ بهمن ۱۳۵۴ به همراه منیژه اشرف‌زاده کرمانی، محمدطاهر رحیمی، سید محسن خاموشی، محسن بطحایی، ساسان صمیمی بهبهانی، مرتضی لبافی‌نژاد، عبدالرضا منیری جاوید و مرتضی صمدیه لباف، تیرباران شد.

## رسانه
در فیلم سیانور ساخته بهروز شعیبی این شخصیت با بازی حامد کمیلی به تصویر کشیده شده‌است.